# Resolutie 1834 Veiligheidsraad Verenigde Naties
Resolutie 1834 van de Veiligheidsraad van de Verenigde Naties werd op 24 september 2008 unaniem door de VN-Veiligheidsraad aangenomen. De resolutie verlengde de VN-vredesmacht in Tsjaad en de Centraal-Afrikaanse Republiek met een half jaar. Deze vredesmacht was een jaar eerder opgericht middels resolutie 1778 en loste de eerdere Eufor-macht van de Europese Unie af. Voor resolutie 1834 werd aangenomen stelde het Verenigd Koninkrijk het feit dat de MINURCAT-vredesmacht dubbel zo groot was als de Eufor-macht in vraag, gezien de grote vraag naar blauwhelmen.

## Achtergrond
In 2003 brak in de regio Darfur van Soedan een conflict uit tussen rebellen, die het oneens waren met de verdeling van olie-inkomsten uit de regio, en door de regering gesteunde milities. Die laatsten gingen over tot etnische zuiveringen en er werden grove mensenrechtenschendingen gepleegd. Miljoenen mensen sloegen op de vlucht naar voornamelijk buurland Tsjaad. Door de grote toestroom van vluchtelingen raakte ook dat land gedestabiliseerd. In 2006 werd een opstand van rebellen in de kiem gesmoord en in 2007 werd een vredesverdrag met hen gesloten. Dat werd in 2008 door de rebellen verbroken waarna ze probeerden de hoofdstad N'Djamena in te nemen.

## Inhoud

### Waarnemingen
De Veiligheidsraad bleef bezorgd om de humanitaire- en veiligheidssituatie in Oost-Tsjaad en het noordoosten van de Centraal-Afrikaanse Republiek en het geweld in Darfur. Gewapende groepen bedreigden daar de bevolking en hulpoperaties en pleegden daarbij ernstige schendingen van de mensenrechten. Duurzame vrede en stabiliteit was pas mogelijk als de kwestie-Darfur opgelost werd.
Het was noodzakelijk dat het internationaal vluchtelingenrecht werd gerespecteerd en dat het humanitaire karakter van de vluchtelingenkampen werd bewaard. Ook moest de aanwerving rond deze kampen van onder meer kinderen door gewapende groepen voorkomen worden.

### Handelingen
De Veiligheidsraad besliste het mandaat van de VN-Missie in de CAR en Tsjaad te verlengen tot 15 maart 2009. De secretaris-generaal werd opgeroepen de ontplooiing van MINURCAT zo snel mogelijk te voltooien. Ook werd hem gevraagd opties voor de grootte, de structuur en het mandaat van de vredesmacht voor te stellen.
Voorts werden Soedan, Tsjaad en de CAR aangespoord te zorgen dat hun grondgebied niet werd gebruikt om de soevereiniteit van andere landen te ondermijnen en een einde te stellen aan de activiteiten van gewapende groepen. Soedan en Tsjaad zouden ook hun diplomatieke betrekkingen moeten normaliseren. Ten slotte eiste de Raad dat de gewapende groepen het geweld staakten en het vredesakkoord uit juni 2008 respecteerden.

## Verwante resoluties
- Resolutie 1778 Veiligheidsraad Verenigde Naties (2007)
- Resolutie 1861 Veiligheidsraad Verenigde Naties (2009)
- Resolutie 1913 Veiligheidsraad Verenigde Naties (2010)

Lijst ·  1795 ·  1796 ·  1797 ·  1798 ·  1799 ·  1800 ·  1801 ·  1802 ·  1803 ·  1804 ·  1805 ·  1806 ·  1807 ·  1808 ·  1809 ·  1810 ·  1811 ·  1812 ·  1813 ·  1814 ·  1815 ·  1816 ·  1817 ·  1818 ·  1819 ·  1820 ·  1821 ·  1822 ·  1823 ·  1824 ·  1825 ·  1826 ·  1827 ·  1828 ·  1829 ·  1830 ·  1831 ·  1832 ·  1833 ·  1834 ·  1835 ·  1836 ·  1837 ·  1838 ·  1839 ·  1840 ·  1841 ·  1842 ·  1843 ·  1844 ·  1845 ·  1846 ·  1847 ·  1848 ·  1849 ·  1850 ·  1851 ·  1852 ·  1853 ·  1854 ·  1855 ·  1856 ·  1857 ·  1858 ·  1859